# Lars Poulsen (dansk politiker)
 Der er flere personer med dette navn, se Lars Poulsen (journalist).
Lars Poulsen (født 16. juni 1959) er cand.jur., direktør for, stifter og ejer af Waterfront Communication A/S siden 1993, formand for Konservativ Ungdom 1981-83, medlem af Europa-Parlamentet for Det Konservative Folkeparti til 1989. 